# Diocèse de Jefferson City
Le diocèse de Jefferson City (Dioecesis Civitatis Jeffersoniensis) est un siège de l'Église catholique aux États-Unis suffragant de l'archidiocèse de Saint-Louis. En 2016, il comptait 78 388 baptisés pour 919 083 habitants. 

## Territoire

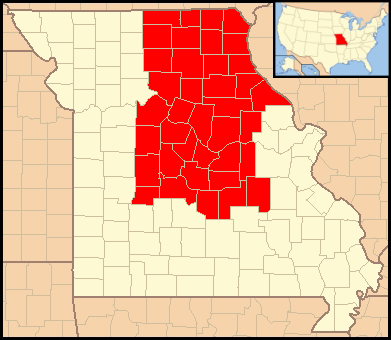

La diocèse comprend trente-huit comtés de la partie septentrionale et centrale de l'État du Missouri : Adair, Audrain, Benton, Boone, Callaway, Camden, Chariton, Clark, Cole, Cooper, Crawford, Gasconade, Hickory, Howard, Knox, Lewis, Linn, Macon, Maries, Marion, Miller, Moniteau, Monroe, Montgomery, Morgan, Osage, Pettis, Phelps, Pike, Pulaski, Putnam, Ralls, Randolph, Saline, Schuyler, Scotland, Shelby et Sullivan.
Le siège épiscopal est à Jefferson City, où se trouve la cathédrale Saint-Joseph (en).     
Le territoire est subdivisé en 95 paroisses.

## Histoire
Le diocèse est érigé le 2 juillet 1956 par la bulle Ex quo die de Pie XII, recevant son territoire de l'archidiocèse de Saint-Louis et des diocèses de Kansas City et de Saint Joseph (unis aujourd'hui).

## Statistiques
- En 1966, le diocèse comptait 62.580 baptisés pour 595.000 habitants (10,5%), 185 prêtres (152 diocésains et 33 réguliers), 15 religieux et 310 religieuses dans 95 paroisses
- En 1976, il comptait 73.636 baptisés pour 670.706 habitants (11%), 128 prêtres (112 diocésains et 16 réguliers), 30 religieux et 177 religieuses dans 92 paroisses
- En 1990, il comptait 89.253 baptisés pour 750.700 habitants (11,9%), 132 prêtres (108 diocésains et 24 réguliers), 53 diacres permanents, 34 religieux et 107 religieuses dans 96 paroisses
- En 2000, il comptait 89.730 baptisés pour 803.812 habitants (11,2%), 111 prêtres (104 diocésains et 7 réguliers), 63 diacres permanents, 15 religieux et 95 religieuses dans 95 paroisses
- En 2016, il comptait 78.388 baptisés pour 919.083 habitants (8,5%), 100 prêtres (94 diocésains et 6 réguliers), 85 diacres permanents, 7 religieux et 36 religieuses dans 95 paroisses[1].